# Бокейханов, Науша Мырзагерейулы
Науша Мырзагерейулы Бокейханов (Букейханов) (1870, Жанибекский pайон Западно-Казахстанской области — 1944) — казахский домбрист, кюйши, один из основателей оркестра казахских национальных вар. инструментов. Происходит из рода торе.
Ученик Салауаткерея и Макара Жапарова. Исполнитель кюев древних композиторов, в том числе и Даулеткерея. Более 20 кюев в исполнении Бокейханова записано А. В. Затаевичем. Среди них: «Жігер», «Керілме», «Ақсақал», «Терісқақпай», «Сыбырлақ», «Қос ішек» «Ысқырма», «Топан», «Салық өлген» и др. Оркестр казахских народных инструментов исполняет около 30 кюев Бокейханова.